# 2811 Střemchoví
2811 Střemchoví eller 1980 JA är en asteroid i huvudbältet som upptäcktes den 10 maj 1980 av den tjeckiske astronomen Antonín Mrkos vid Kleť-observatoriet i Tjeckien. Den är uppkallad efter byn Střemchoví i Tjeckien i vilken upptäckaren föddes.
Asteroiden har en diameter på ungefär 12 kilometer och den tillhör asteroidgruppen Koronis.